# Museo de la Base Esperanza
El museo de la Base Esperanza se localiza en dicha base antártica que posee Argentina en la península Trinidad, en el extremo norte de la península Antártica.

## Características

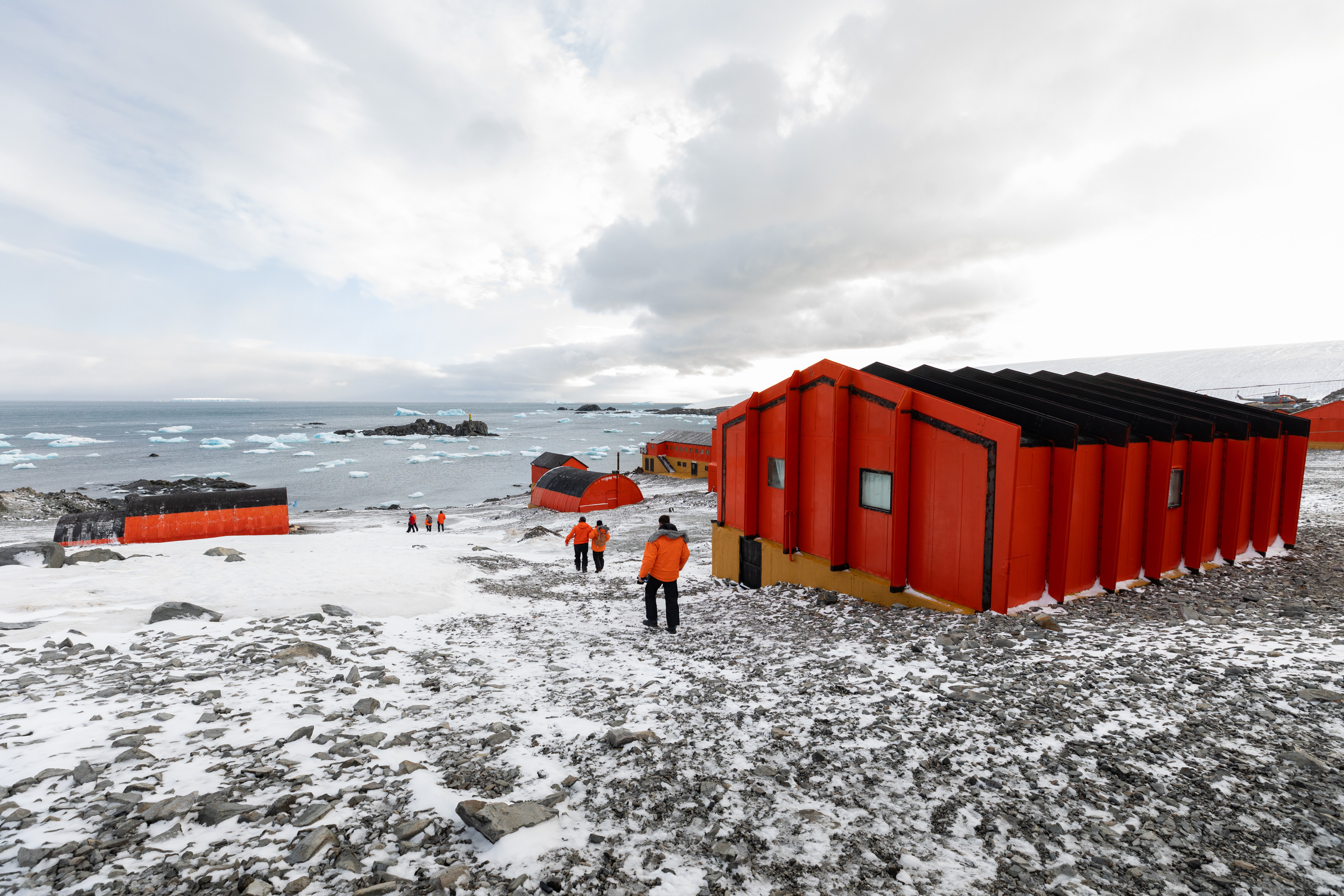
Base Esperanza, Antártida, Argentina.

El museo forma parte recorrida tradicional de los turistas que visitan la base. Se trata de un construcción semicircular, que data de la fundación de la base. Está dividida en dos sectores, uno mide 8 x 12 metros y el otro 6 x 4 metros. Las paredes del interior se hallan forradas en madera, siendo el piso de cemento.
El museo exhibe instrumental de comunicación, un fragmento de aluminio correspondiente a un avión siniestrado en un glaciar cercano, fotografías, mapas (de la base, del sector antártico argentino, de Argentina, entre otros), una carpa montada, un trineo y monumento al perro polar argentino, elementos y alimentos utilizados en expediciones y patrullajes, bidones de combustible, esquís de madera, un maniquí vestido con vestimenta antártica, información sobre las expediciones terrestres argentinas al Polo Sur y el perro polar Poncho, un dibujo de la Corbeta ARA Uruguay, un espacio dedicado a la Expedición Antártica Sueca, una bandera de Argentina donada por la provincia de La Pampa, aves taxidermizadas, aves embalsamadas, un punto trigonométrico metálico, fotografías e información sobre el refugio Cristo Redentor, fósiles animales y vegetales, hojas de herbario con distintas especies de algas, cráneos y huesos de aves y mamíferos marinos, fragmentos vegetales, huevos, líquenes, gramíneas antárticas, rocas, frascos con elementos de la fauna local, un listado de los nacimientos ocurridos en la base (como el de Emilio Marcos Palma) y otro de efemérides y datos meteorológicos extremos.
También hay un sector que presenta las relaciones tróficas de la Antártida, realizado por los alumnos de la Escuela Provincial N° 38 Raúl Ricardo Alfonsín. También comprende una muestra externa con vehículos y trineos.
Las esposas de los militares del Ejército Argentino de la base cumplen hacen las funciones del personal del museo.